# Palau de Popes
El Palau de Popes (en letó: Popes muižas pils) és un palau a la històrica regió de Curlàndia, al municipi de Ventspils de Letònia.

## Història
L'edifici més antic va ser construït el 1653, per la familia von Behr, però va ser àmpliament remodelat el 1720 i el 1840, quan va adquirir el seu disseny actual. Des de 1920 l'edifici ha allotjat l'escola primària de la zona rural de Popes.